# Käpäz Ganja PFK
El Kapaz Professional Footbol Club (en azerí: Kəpəz Peşəkar Futbol Klubu) es un club de fútbol de la ciudad de Ganja en Azerbaiyán que fue fundado en 1959 durante la RSS de Azerbaiyán. El equipo milita en la Liga Premier de Azerbaiyán, la máxima categoría del fútbol azerí, y disputa sus partidos como local en el estadio Ganja.

## Historia
El Käpäz PFK fue fundado en 1959 como Dinamo Kirovabad y jugó en la Primera Liga Soviética, el segundo nivel de ligas del fútbol soviético. Sin embargo, el equipo ascendido a la Soviet Top Liga en 1968 después de finalizar la temporada en primer lugar en la Primera Liga Soviética. El club también llevó los nombres de Taraggi y Toxucu a largo de su historia, sin embargo se hizo famoso en la época moderna, como Käpäz, cuando cambió de nombre en 1982.

### Periodo de la independencia
En 1991, el club fue, una vez más, renombrado a Käpäz después de la independencia de Azerbaiyán de la Unión Soviética y ganó tres títulos de la Liga Premier de Azerbaiyán. En 1997 el Kapaz logró una racha de imbatibilidad en la temporada 1997-98 de 22 victorias, cuatro empates y ninguna derrota, tras un total de 26 partidos en total, racha de imbatibilidad que no se repitió en ninguna temporada ni en otro equipo del fútbol de Azerbaiyán.
Los jefes ejecutivos y propietarios del club decidieron cambiar el nombre del club a Ganja en 2005 a pesar de las críticas de los aficionados del club. En 2007, el club fue excluido debido a problemas financieros de la Liga Premier de Azerbaiyán. Sin embargo, tras la ayuda de la AFFA y la comunidad local, el club pudo participar en la Birinci Divizionu, la segunda división azerí, en 2009-10. En 2010 se convirtieron en campeones de la Birinci Divizionu 2009-10 terminando la temporada con 47 puntos y ascendido a la Liga Premier. En 2011, se decidió que el nombre del club se puede cambiar a su antiguo nombre Käpäz PFK.

## Palmarés
- Liga Premier de Azerbaiyán: 3

1994/95, 1997/98, 1998/99
- Copa de Azerbaiyán: 4

1993/94, 1996/97, 1997/98, 1999/00
- Segunda División de Azerbaiyán: 1

2009/2010
- Primera Liga Soviética: 1

1967

## Participación en competiciones de la UEFA
| Temporada | Torneo                | Ronda             | Club                | Casa | Visita | Global  |
| --------- | --------------------- | ----------------- | ------------------- | ---- | ------ | ------- |
| 1995–96   | UEFA Cup              | Preliminar        | Austria Wien        | 0–4  | 1–5    | 1–9     |
| 1997–98   | UEFA Cup Winners' Cup | 1ª Clasificatoria | Dinaburg Daugavpils | 0–1  | 0–1    | 0–2     |
| 1998–99   | UEFA Champions League | 1ª Clasificatoria | ŁKS Łódź            | 1–3  | 1–4    | 2–7     |
| 1999–00   | UEFA Champions League | 1ª Clasificatoria | Sloga Jugomagnat    | 2–1  | 0–1    | 2–2 (a) |
| 2000–01   | UEFA Cup              | 1ª Clasificatoria | Antalyaspor         | 0–2  | 0–5    | 0–7     |
| 2016–17   | UEFA Europa League    | 1ª Clasificatoria | Dacia Chișinău      | 0–0  | 1–0    | 1–0     |
| 2016–17   | UEFA Europa League    | 2ª Clasificatoria | Admira Wacker       | 0-2  | 0–1    | 0–3     |